# (19415) Parvamenon
(19415) Parvamenon est un astéroïde de la ceinture principale.

## Description
(19415) Parvamenon est un astéroïde de la ceinture principale. Il fut découvert le 20 mars 1998 à Socorro (Nouveau-Mexique) par LINEAR. Il présente une orbite caractérisée par un demi-grand axe de 2,38 UA, une excentricité de 0,17 et une inclinaison de 4,7° par rapport à l'écliptique.

## Compléments